# Piwo dymione

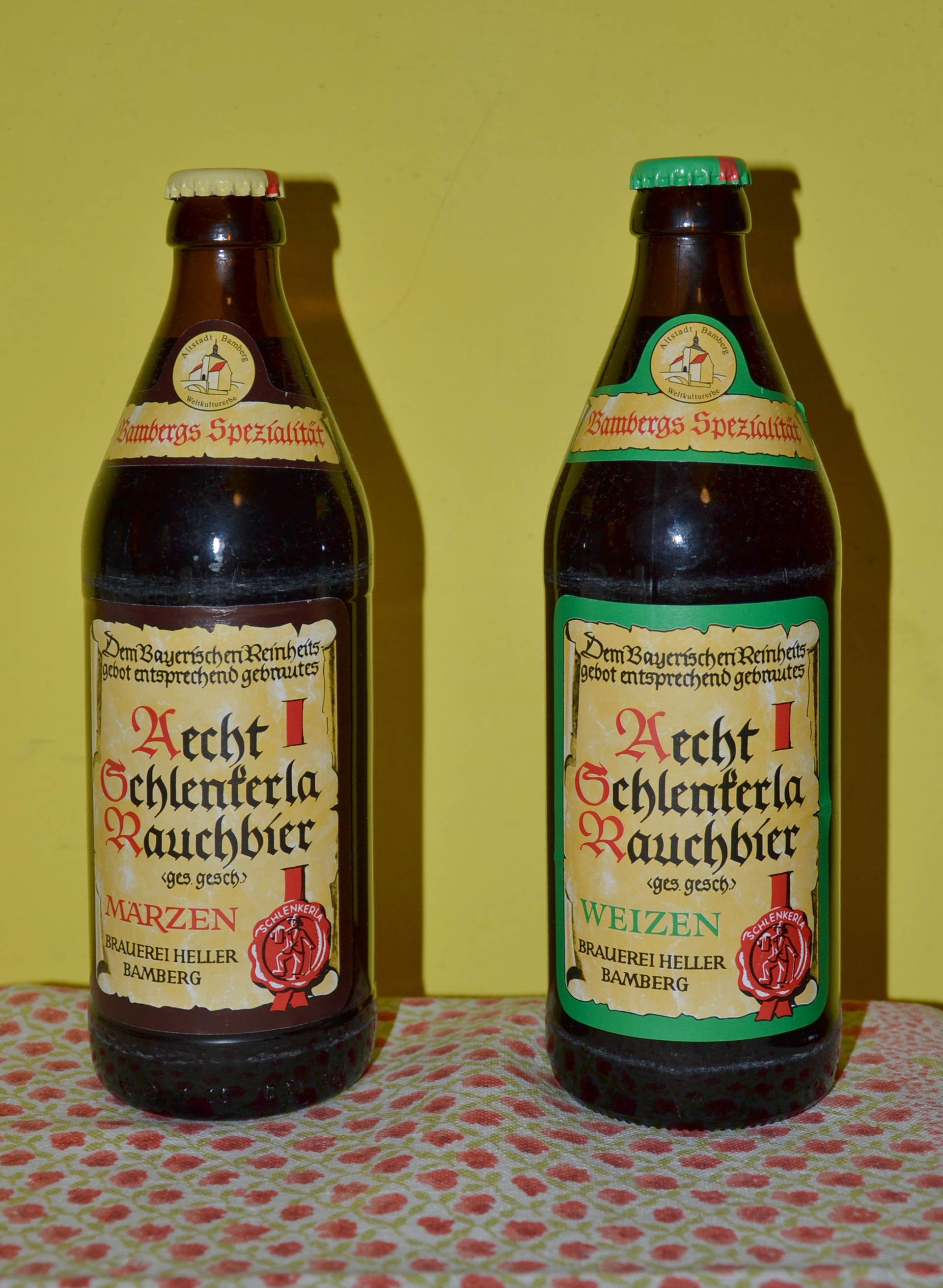
Piwa dymione pszenne i marcowe (po lewej) marki Schlankerla z browaru Heller w Bambergu (Niemcy)

Piwo dymione – styl piwa charakteryzujący się użyciem intensywnie podwędzanego, dymionego słodu. Genezą produkcji takiego słodu był dawny proces jego suszenia. Słód suszony był dawniej w ozdowniach – suszarniach, w których słód poddawano suszeniu na rusztach (darach) z użyciem ognia. Z czasem zauważono, że długie suszenie słodu połączone z dymieniem i wędzeniem nadaje piwu specyficzny aromat i smak.
Piwo dymione najbardziej rozpowszechnione jest w Niemczech w okolicach Bambergu we Frankonii (Rauchbier), w której wykorzystuje się dym z drzewa bukowego. W Polsce przedstawicielem piwa dymionego jest piwo grodziskie, warzone ze słodów suszonych na drzewie dębowym. Obecnie ze względów ekonomicznych do wędzenia słodu w dymie wykorzystuje się węgiel i olej.